# Hydrelia impleta
Hydrelia impleta là một loài bướm đêm trong họ Geometridae.